# Václav Smetáček
Václav Smetáček   (Brno, 30 de setembre de 1906 - Praga, 18 de febrer de 1986) fou un director, compositor i oboista txec.
Va estudiar a Praga entre d'altres amb Jaroslav Křička, direcció amb Metod Doležil i Pavel Dědeček, musicologia, estètica i filosofia a la Universitat de Charles. Va ser el fundador i membre del Quintet de vent de Praga (1928), amb qui va interpretar, compondre i organitzar composicions per a aquesta. De 1930 a 1933, va ser membre de l'Orquestra Filharmònica de Txèquia, i de 1934 a 1943, va treballar a la ràdio txeca com a director d'orquestra i editor. Des de 1945, va treballar com a pedagog al Conservatori de Praga iAcadèmia d'Arts Escèniques de Praga.
Com a director de l' Orquestra Simfònica de Praga, va fer diverses novetats. Va ampliar el seu repertori amb música del segle XX i obres simfòniques vocals més grans (incloent-hi les de Reicha, Mozart, Cherubini, Dvořák, Foerster, Martinů, Orff, Kabeláč i Fišer). Des de 1938, actuà a l'estranger. Més tard, va ser convidat als molts centres importants de la música a Europa i a l'estranger. Es va dedicar principalment a la música de concert, però també va estudiar òperes. Va rebre molts premis per les seves creacions.